# Gennadij Sidorov
Gennadij Sidorov (russisk: Геннадий Александрович Сидоров) (født 22. juli 1962 i Bisjkek i Sovjetunionen, død 18. juni 2011 i Moskva i Rusland) var en russisk filminstruktør, skuespiller og manuskriptforfatter.

## Filmografi
- Starukhi (Старухи, 2003)[1][2]